# Paradise (Demerara-Mahaica)
Paradise es una ciudad de Guyana, capital de la región Demerara-Mahaica.

## Demografía
Según censo de población 2002 contaba con 1551 habitantes.La estimación 2010 refiere a 1630 habitantes.
Población económicamente activa
| Dato      | Funcionarios | Profesionales y técnicos | Clero | Comercio y Servicios | Act. agrícolas | Act. industriales | Ocup. elementales | S/D | Total |
| --------- | ------------ | ------------------------ | ----- | -------------------- | -------------- | ----------------- | ----------------- | --- | ----- |
| Población | 14           | 86                       | 71    | 184                  | 5              | 39                | 70                | 558 | 1024  |